# Famułki Brochowskie
Famułki Brochowskie – wieś w Polsce położona w województwie mazowieckim, w powiecie sochaczewskim, w gminie Brochów. Ma status sołectwa.
| SIMC    | Nazwa    | Rodzaj    |
| ------- | -------- | --------- |
| 1057284 | Pieklice | część wsi |

W latach 1975–1998 miejscowość administracyjnie należała do województwa warszawskiego.